# درمانگاه پرستار محور
درمانگاه پرستار محور یا درمانگاه پرستاری، هرگونه درمانگاه سرپایی‌است که اجرای خدمات یا حتی مدیریت توسط پرستاران عضو سازمان نظام پرستاری و معمولاً پرستار تخصصی است. این درمانگاه‌ها در کشورهای پیشرفته مانند ایالات متحده و بریتانیا، نقش متمایزی در طول سال‌ها عهده گرفته‌اند. نمونه‌هایی در بخش سرپایی بیمارستانی، بیمارستان عمومی و درمانگاه‌های مستقل وجود دارد.

## تعریف
در تعریف کاربردی یک درمانگاه پرستار راهبر یا پرستار محور می‌توان گفت که این‌نوع کلینیک‌ها یا درمانگاه‌ها، بر پایه فعالیت‌های پرستاری مجاز در محل انجام خدمت، تعریف می‌شوند یا بعبارتی ساده‌تر تمامی وظایف و خدمات پرستاری که در یک درمانگاه پرستار محور ارائه می‌شود مطابق‌با مجوزها، تعریف‌ها و قوانین پرستاری مربوط به همان منطقه و محدود به آن است. پرستاران این درمانگاه‌ها پس‌از تأیید و پذیرش بیمار، به ارائه نقش آموزشی به بیمار، تلاش در ارتقاء سطح سلامت، ارائه حمایت روانی، نظارت بر وضعیت بیمار و انجام تمامی مداخلات پرستاری را برعهده می‌گیرند.
نقش پرستاران متخصص پیشرفته و ثبت شده در نظام‌پرستاری، توسط دولت، مقامات استانی ویا قوانین قومی حاکم بر منطقه تعیین می‌شود. بعنوان مثال در کانادا تنها کلینیک پرستار محور در انتاریو وجود دارد.